# فرانکو گراتسیوزی
فرانکو گراتسیوزی (ایتالیایی: Franco Graziosi؛ زادهٔ ۱۰ ژوئیهٔ ۱۹۲۹ – درگذشته ۸ سپتامبر ۲۰۲۱) بازیگر اهل ایتالیا بود. از فیلم‌هایی که وی در آن نقش داشته‌است، می‌توان به از دیدار مجدد شما خوشحالم، سرت را بدزد، احمق!، ما یک پاپ داریم، ماجرای ماتئی و زیبایی بزرگ اشاره کرد.